# 四川银行
四川银行（英語：Sichuan Bank），是以四川省攀枝花市商业银行和凉山州商业银行为基础上筹备组建的总部位于四川省的省级法人城市商业银行，引入28家投资者，注册资本金300亿元人民币。

## 组建历程
2011年，四川省酝酿将11家城商行整合成一家省级银行组建“西部银行”，但最终计划搁浅。
2016年9月，四川省国资委主任徐进表示将推动四川发展控股公司组建金控公司和四川银行。
2020年6月24日，攀枝花市商业银行及凉山州商业银行召开股东大会，审议并全票通过参与合并组建新银行的议案。
2020年9月9日，四川银行获中国银监会批准。
2020年11月7日，四川银行在成都市天府新区正式开业。首批分行为成都分行，凉山分行，攀枝花分行、自贡分行、内江分行、达州分行、雅安分行、泸州分行。
2021年11月7日，眉山分行开业，是其开业后首家新设分行；12月18日，广安分行开业。
2025年7月20日，国家金融监督管理总局四川监管局发布公告，批复同意四川银行入股长城华西银行，并要求严格按照有关法律法规的规定办理投资入股事宜。据了解，四川银行在完成对长城华西银行的入股后，将成为其第一大股东。